# モルツ
モルツ(MALT'S)は、サントリー（二代目法人、旧・サントリービール）が製造・販売していたビールのブランド（商標）。粒選り麦芽100%で製造されていた。
この記事では、同社の現行商品となる麦芽100%プレミアムビールの「ザ・プレミアム・モルツ」を除く「モルツ」の派生商品についても便宜上、記述する。

## 特徴
このビールの特徴として原材料に天然水を利用していることが挙げられる。この天然水を利用するために生産工場の立地を決めるほどの力の入れようである。日本国内に以下の4つの生産工場があり、生産工場ごとに使用する水も4つの水系の水に分かれている。そのため、各工場で生産されたモルツには味の差がある。2005年6月には、この味の差を利用した「モルツ飲み比べセット」が限定発売された。
- 南阿蘇外輪山水系（九州熊本工場）
- 天王山・京都西山水系（京都工場）
- 丹沢水系（武蔵野工場）
- 赤城山水系（利根川工場）

## 歴史

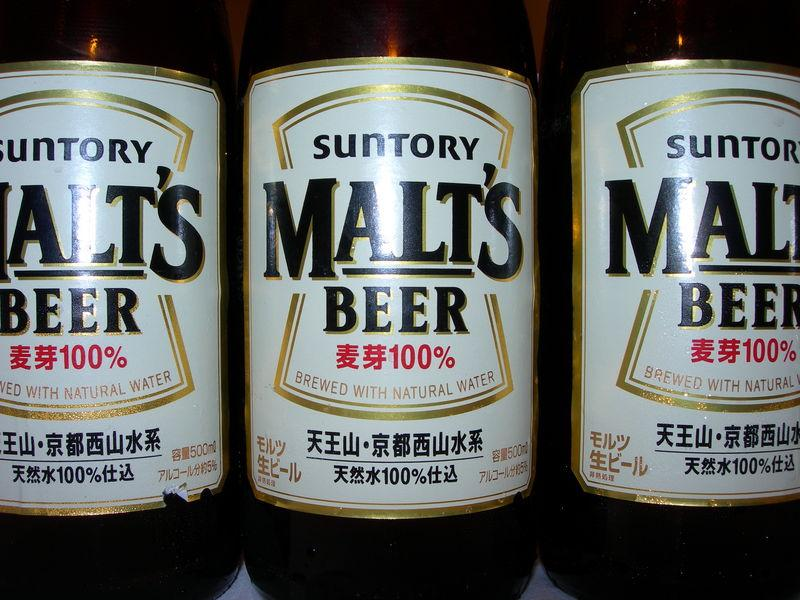
2005年に販売されていたモルツの瓶ラベル。当時は瓶と缶でデザインが異なり、缶はグラス形のラインの中にビールが注がれているデザインだった。

サントリーは1963年に熱処理ビール「サントリー"ラガー"ビール」でビール事業に参入。当初は社長であった佐治敬三主導の下、デンマーク産のカールスバーグをモデルとしたクリーミータイプの泡と、爽快な喉ごしをイメージし1967年にこれまでの「サントリー"ラガー"ビール」に代わる事実上の後継となる非熱処理ビール（いわゆる生ビール）「サントリービール"純生"」を発売。「純生」と銘打ったビールづくりをおこなっていたが、ブランドイメージが今ひとつだったこともあり、そのイメージを刷新すべく、1980年代は「サントリー生ビール」（缶製品では「サントリーCANビール」も使用）など名前を変えるも、改善とまでは程遠く、最大手のキリン、さらにはアサヒやサッポロなどの各ビール会社に大きく水をあけられていた。
このため、サントリーは他と違うタイプのビールの開発を目指し、ビールづくりの根本となる原料を見直すことから始めた。1986年、コーン・米・スターチ（主にジャガイモ由来）・大麦等の副原料を一切使用せず、麦芽100%で製造された「モルツ」が誕生する。
翌年アサヒビールが「スーパードライ」を投入し大ヒット。サントリーも追随し「サントリードライ」を発売する一方で、「モルツ」は山本浩二や古今亭志ん朝、藤竜也、五木ひろし、郷ひろみらをCMに起用し「私はドライではありません」というコピーで、当時から品質の良さを訴求していた。のちに1992年から1994年まで、当時電通のプランナーだった佐藤雅彦を中心に企画され、萩原健一、和久井映見の2人を起用した「うまいんだな、これがっ。」のキャッチフレーズを擁したCMが放映されると、真心ブラザーズ（当時はTHE真心ブラザーズ）による耳に残るCM曲「モルツのテーマ」も手伝って、次第に売り上げを伸ばしてゆく。この曲は1992年から1994年までのCM（和久井・萩原出演）で使用されていたが、2007年のリニューアルから「モルツのテーマ」の新バージョンのCM（吉岡秀隆、松下奈緒、次長課長他出演）で13年振りに復活、SPARKS GO GOがテーマを担当した。
製品ラインナップとしては350ml（レギュラー缶）・500ml（ロング缶）の缶入りが各4生産工場で生産されている。また2000年11月28日には、さらに上のクラスの「モルツプレミアム」（現在の「ザ・プレミアム・モルツ」）が発売されている。2008年9月30日から、コンビニエンスストア限定で「モルツ・ダークビター」が、また同年12月16日からは同じくコンビニエンスストア限定で「モルツ・スノーホワイト」（いずれも350ml）が数量限定で販売されている。瓶製品（633ml大瓶・500ml中瓶）と樽生（10L/15L/20L）については、2014年3月上旬製造分より、独自技術の「HHS製法」を採用した料飲店向けの「モルツ・ザ・ドラフト」にリニューアルされている。同年7月15日には、シトラホップを使用したコンビニエンスストア限定製品「モルツ・サマードラフト」を数量限定で発売した。
ただし、通常の「モルツ」は、上記で述べた「ザ・プレミアム・モルツ」の市場力強化などを理由に、流通量を減らされている状況にあった。そのため近年では、一般のコンビニやスーパーであまり見かけなくなり、購入も難しくなってきていた。
1995年に缶とラベルのデザインが新たにリニューアルされたが、デザインがサッポロビールの「サッポロ黒ラベル」（初代デザイン）に似ていたため、サッポロ側からクレームをつけられ、店頭販売までやや時間がかかったことがある。のちにサッポロはこのクレームを取り下げている。
宣伝についてかなり好意的に捉えられていたものの、2015年以降のEXILEを用いての宣伝がかなりの不評となり、2015年7月製造分を以って出荷終了、および同年8月を以って販売終了し、無印の「モルツ」名義としては29年の歴史に幕を下ろすことになった。
同年9月からは「モルツ」と「モルツ・ザ・ドラフト」を統合して、後継商品として「ザ・モルツ」に改称・リニューアルされた。「モルツ・ザ・ドラフト」で先行採用された「HHS製法」が本製品でも採用されている。
2016年12月に「ザ・モルツ」が改称後初のリニューアル（同月中旬製造分から順次発売）。使用するホップの配合を変更して中身のブラッシュアップが行われるとともに、パッケージデザインは背景の銅色を明るめにし、麦のイラストのコントラストが強調された。
2017年以降はコンビニエンスストア向けの数量限定品が発売され、2017年6月には「モルツ サマードラフト」を「ザ・モルツ」ブランドとして改名した「ザ・モルツ サマードラフト」を、同年10月にはカスケードホップを使用した「ザ・モルツ ウインタードラフト」を、2018年2月にはアルコール度数を3.5%（通常の「ザ・モルツ」は5%）に抑えたシリーズ初のライトビール「ザ・モルツ 麦香る3.5%」を、2019年6月には、粒選り麦芽を100%使用し、希少品種のアマリロホップなどの複数のホップを配合した「ザ・モルツ ホップパラダイス」が発売された。
販売不振のため、2023年3月末を以て個人向け商品となる缶ビールの製造と出荷を完了（終了）したのを皮切りに、2024年3月末を以て業務用商品となる瓶ビールと樽詰ビールも製造と出荷を完了。これにより、レギュラー（非プレミアム）向けの麦芽100%ビールとしてのモルツの商標は名実共に38年の歴史に幕を下ろし、モルツの商標は同社の既存の麦芽100%プレミアムビールのザ・プレミアム・モルツに集約されることとなった。なお、ザ・モルツの終売後の代替は2023年4月4日に発売された主原料の麦芽のみならず、コーン・スターチ・糖類等の副原料が用いられたブレンデッドビール「サントリー生ビール」がその役目を担うこととなった。

## 製品情報
- 原材料 ： 麦芽、ホップ、天然水
- アルコール分 約5％

## 製造・出荷終了時点のラインアップ

### ザ・モルツ
缶ビール
- 350mlレギュラー缶
- 500mlロング缶

瓶ビール
- 500ml中瓶
- 633ml大瓶

樽詰ビール
- 20L樽

## CM出演者
- ケビン・コスナー（1988年）
- 大沢啓二・江川卓ほか （1995年）
- 木梨憲武・鈴木京香・山本浩二・原辰徳（1998年） - 「レコード篇」では、「愛しちゃってマイグラス」の架空のレコードジャケットが登場した[13]。
- 鈴木京香・唐沢寿明・筒井康隆ほか（1999年）[14][15][16][17]
- 鈴木京香・近藤芳正・中原葉子（2000年）[18]
- 花田勝ほか（2000年）[19][20]
- 渡部篤郎・本上まなみ（2001年）[21]
- 原田芳雄（2001年）[22]
- 本上まなみ（2001年）[23]
- 八木亜希子・原田泰造（2002年）
- 原田泰造・田中麗奈・アニマル濱口（2003年）[24]
- 真田広之（2004年）[25][26]
- 中村勘三郎（2005年）[27]
- 陣内孝則・松たか子・加藤浩次（2006年）
- EXILE TRIBE （2015年 - 2016年、ザ・モルツ）[28]